# Kikuchi-jinja

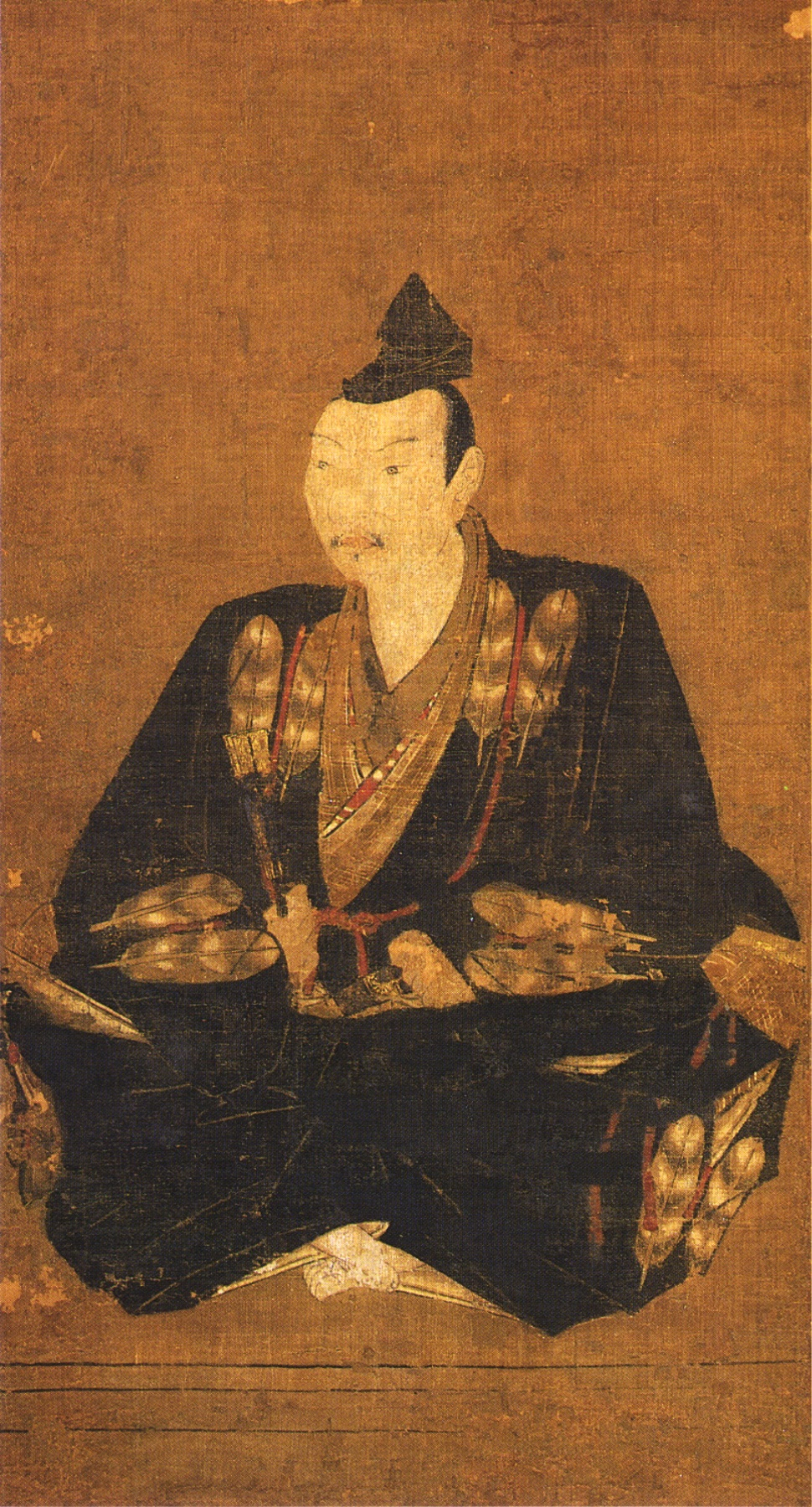
Portrait supposé de Kikuchi Yoshiyuki.

Le Kikuchi-jinja (菊池神社) est un sanctuaire shinto situé à Kikuchi, préfecture de Kumamoto, dans lequel Kikuchi Taketoki (菊池武時, 1292 - 27 avril 1333), Kikuchi Takeshige (菊池武重, 1307 ?-1338 ?) et Kikuchi Takemitsu (菊池武光, 1319 ?-1373) sont vénérés.

## Autre sanctuaire Kikuchi (Fukuoka)
Kikuchi Takemitsu est aussi vénéré au sanctuaire Kikuchi à 7-10-1, Nanakuma, Johnan-ku, à Fukuoka où il meurt au combat.

## Histoire du sanctuaire
Sur la suggestion de Nagaoka Masami, l'empereur Meiji ordonne en 1868 que soit vénéré Kikuchi Taketoki qui a œuvré pour les empereurs et un sanctuaire est construit au château de Kikuchi. Kikuchi Taketoki est vénéré le 28 avril 1870. le rang est celui de bekkaku kanpeisha (sanctuaires pour les personnes ayant rendu des services éminents à l'État). En mars 1923, Kikuchi Takeshige et Kikuchi Takemitsu y sont également consacrés. En septembre 1952, le sanctuaire prend le statut d'association religieuse. En 1970, un bâtiment Kumonoe-guu et un musée historique sont construits. Le 28 avril 2000 est fêté le 130e anniversaire du sanctuaire.

## Clan Kikuchi et Kikuchi Taketoki
Le clan Kikuchi (菊池氏, Kikuchi-shi) de la province de Higo est une puissante famille de daimyos située à Higo, Kyushu. La lignée Kikuchi est réputée pour son courage dans la défense de l'empereur et contre les envahisseurs étrangers.
Kikuchi Taketoki est le 11e chef du clan Kikuchi. En 1333, l'empereur Go-Daigo demande son aide à Taketoki. Il est le bras droit de Go-Daigo et en est récompensé. Taketoki rassemble des troupes à Kyushu et projette d'attaquer Hojo Hidetoki (Akahashi Hidetoki) de Chinzei Tandai mais leur plan est éventé. Taketoki et son Yoritaka fils meurent dans cette attaque, mais ils sont les précurseurs de la restauration de Kenmu (1333-1336). Taketoki est enterré à Fukuoka.

## Kikuchi Takeshige
Il est le douzième chef du clan Kikuchi et le fils ainé de Kikuchi Taketoki. Il invente les lances Kikuchi 1000 ou lances raccourcies sur de longs bambous, une nouvelle arme. Il renforce les liens du clan Kikuchi avec une constitution.

## Kikuchi Takemitsu
Il unifie enfin Kyushu en attaquant Dazaifu.

## Source
- Dépliant au sanctuaire Kikuchi le 21 novembre 2010.

## Référence
- (en) Cet article est partiellement ou en totalité issu de l’article de Wikipédia en anglais intitulé « Kikuchi Shrine » (voir la liste des auteurs).